# Caisson étanche

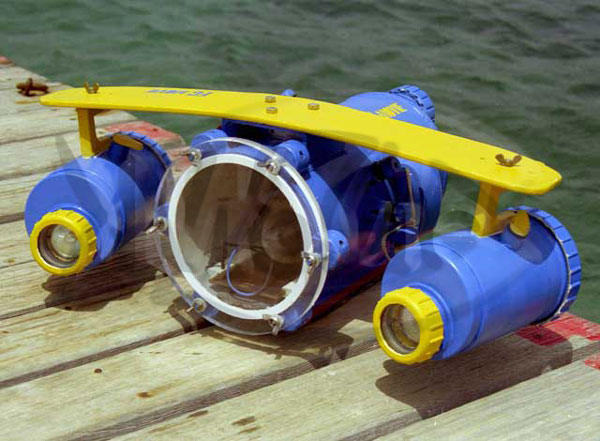
caisson étanche pour caméra vidéo 8 mm avec deux éclairages fabriqué par fcmovie (www.fcmovie.fr)

Les caissons ou boîtiers étanches sont utilisés dans le cadre de la photo ou de la vidéo sous-marine. Il permettre de protéger de l'immersion les appareils photographiques ou les caméras vidéo non conçus pour être immergés.
Le caisson doit être parfaitement étanche et suffisamment résistant pour résister à l'écrasement dû à la pression hydrostatique. Il faut savoir qu'à 10 mètres de profondeur la pression sera égale à deux bars, soit deux fois la pression atmosphérique.
L'étanchéité est assurée par des joints caoutchouc de type torique.
Le caisson est souvent associé à des éclairages de type flash (lumière brève) si le caisson contient un appareil photo, ou bien des spots (lumière continue) si le caisson contient une caméra vidéo.

## Fabricants spécialisés
Il existe des marques de référence dans la réalisation de caisson étanche pour appareil photographique et d'accessoires (bras pour flash électronique sous-marin, oculaire de rapprochement...), telles :
- Aquatica, principal fabricant en Amérique du Nord de boîtiers sous-marins en aluminium[3]
- Ikelite, fabricant américain de caissons étanches en matériau ABS et polycarbonate et d'accessoires (convertisseur TTL, bras, flashs sous-marins..)[4]
- Hugyfot, constructeur belge
- Isotta, constructeur italien
- Nauticam, constructeur chinois
- Nimar, constructeur italien
- Sea & Sea, constructeur japonais de caissons et de flashs sous-marins[5]
- Subal, constructeur autrichien
- etc.